# Kaddish
Kaddish, der kommer af det hebraiske "kaddosh" som betyder "hellig", en meget anvendt bøn på aramæisk, der anvendes i den jødiske gudstjeneste. Egentlig er kaddish-bønnen en mindebøn for afdøde, og den læses da også flere steder i gudstjenesten af personer, der i den forløbne tid inden har mistet en slægtning.
Kaddishbønnen bruges imidlertid også til at opdele den jødiske gudstjeneste. Eksempelvis kan gudstjenesten lørdag formiddag beskrives. Her startes med nogle små-indledende bønner, hvorpå der siges kaddish. Derefter læses en række salmer, og der læses kaddish, inden den egentlig morgengudstjeneste går i gang. Denne afsluttes med kaddish, og derpå foretages Tora-læsningen. Efter denne er der kaddish, og så læses der den særlige tillægsbøn (fordi det er shabbat om lørdagen), "mussaf", som afsluttes med... kaddish.
Kaddish-bønnen handler først og fremmest om at hellige Guds navn, frem for at beklage tabet af de afdøde. Det er et spørgsmål om, at man viser sin tro og loyalitet over for Gud, selv i svære tider.